# Валя-Маре (Негрешть, Васлуй)
Валя-Маре (рум. Valea Mare) — село у повіті Васлуй в Румунії. Адміністративно підпорядковане місту Негрешть.
Село розташоване на відстані 284 км на північ від Бухареста, 28 км на північний захід від Васлуя, 39 км на південь від Ясс.

## Населення
За даними перепису населення 2002 року у селі проживали 919 осіб, усі — румуни. Рідною мовою 918 осіб (99,9%) назвали румунську.